# Hand of Blood
Hands of Blood är Bullet for My Valentines andra EP, utgiven 2005. Det var deras första skiva att ges ut i USA, där den närmast identiska debut-EP:n Bullet for My Valentine inte släppts.

## Låtlista
1. "4 Words (To Choke Upon)" - 3:44
2. "Hand of Blood" - 3:36
3. "Cries in Vain" - 3:59
4. "Curses" - 3:58
5. "No Control" - 3:33
6. "Just Another Star" - 2:53
7. "Turn to Despair" - 3:24 (japanskt bonusspår)